# Henry Jenner
Henry Jenner (8 août 1848 - 8 mai 1934) est un érudit britannique des langues celtiques, un activiste culturel cornique et le principal initiateur de la renaissance de la langue cornique.

## Biographie
Jenner est né à St Columb Major le 8 août 1848. Il est le fils d'Henry Lascelles Jenner, qui est l'un des deux vicaires du recteur de St Columb Major, et plus tard consacré mais non intronisé comme premier évêque de Dunedin et petit-fils d'Herbert Jenner-Fust. En 1869, Jenner devient commis à la division des successions de la Haute Cour et, deux ans plus tard, est nommé par le primat de Canterbury pour un poste au département des manuscrits anciens du British Museum, son père étant alors recteur de Wingham, un petit village près de Cantorbéry.
En 1904, il fait campagne avec succès pour que la Cornouailles rejoigne le Congrès celtique. Il fonde conjointement la Old Cornwall Society à St Ives en 1920 et en 1928, il est cofondateur de la Cornish Gorsedh.

## Travail sur la langue cornique
Son premier intérêt pour la langue cornique est mentionné dans un article de Robert Morton Nance intitulé « Cornish Beginnings ».

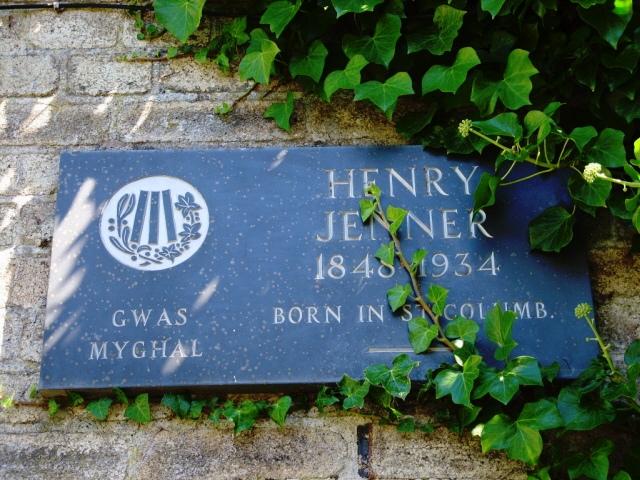
Plaque à St Columb Major, sur le site de l'ancienne sacristie où travaillait son père (maintenant appelée Bond House, sur la place du marché)

En 1873, Jenner présente un article intitulé The Cornish Language à la Philological Society de Londres. En 1875, il est contacté par WS Lach-Szyrma, vicaire de Newlyn et érudit celtique. Ils rendent visite aux personnes âgées et prennent des notes sur les vestiges de Cornique. L'année suivante, il écrit un autre article sur le sujet de la langue cornique à Mount's Bay.
En 1876, la British Archaeological Association organise un congrès de Cornouailles à Bodmin, au cours duquel Jenner présente un article sur « L'histoire et la littérature de l'ancienne langue cornique » basé sur ses découvertes de l'année précédente. Le vote de remerciement est prononcé par Lach-Szyrma, concluant qu'il y a « encore des personnes âgées qui savent compter jusqu'à vingt en cornique. Le vieil homme qui [Jenner] a découvert qu'il connaissait la majeure partie de l'ancienne langue venait de mourir. Le congrès évoque le développement d'une société pour rassembler les restes de Cornique.
En 1877, il découvre, alors qu'il travaille au British Museum, quarante-deux vers d'une pièce médiévale écrite en cornique vers 1450, connue sous le nom de Charter Fragment. Il décide de promouvoir l'intérêt pour le cornique en dehors du monde universitaire, parmi les habitants de Cornouailles eux-mêmes et organise un service spécial de commémoration de Dolly Pentreath et du centenaire de sa mort.
En 1901, le Royaume-Uni connait un renouveau celtique et Jenner fait partie d'un groupe (dirigé par L. C. R. Duncombe-Jewell) pour créer le Cowethas Kelto-Kernuak (CKK) sur le modèle du Gorsedd gallois. Son objectif est de célébrer la culture et la langue de Cornouailles et de viser une renaissance complète de la langue cornique. Jenner est l'un des trois vice-présidents de la société.
Il est nommé barde de Goursez Vreiz, le Gorsedh breton, en septembre 1903 sous le nom de Gwaz Mikael. Lors de ce séjour en Bretagne, il est invité à s'adresser à l'Union Régionaliste Bretonne du Finistère à Lesneven. Jenner prononce un discours en cornique expliquant pourquoi la Cornouailles devrait être dûment reconnue comme une nation celtique, avec une majorité de délégués votant pour soutenir son admission. Il se souvient plus tard de l'événement : « J'ai tenté l'expérience d'un discours cornique sur un public de Bretons instruits. Ils ont presque tout compris".
En 1904, il publie A Handbook of the Cornish Language "... principalement destiné aux personnes de nationalité cornique qui souhaitent acquérir une certaine connaissance de leur langue ancienne et peut-être même la parler". Le renouveau de la langue cornique commence véritablement. Sa version du cornique est basée sur la forme de la langue utilisée dans l'ouest des Cornouailles au XVIIIe siècle. Il contient la grammaire ainsi qu'une histoire de la langue et est précédé de son poème Dho'm Gwreg Gernuak (À ma femme de Cornouailles).
Plus tard la même année, Jenner s'exprime devant le Congrès panceltique à Caernarfon pour demander au nom de la Cornouailles son adhésion à l'organisation. La même année, Robert Morton Nance (en) commence à étudier la langue cornique à partir du Manuel de Jenner, bien que son élève oriente plus tard le renouveau de la langue vers le cornique médiéval.
Jenner écrit une version cornique des cérémonies utilisées dans le Gorsedd gallois en 1907, mais malheureusement, il n'y a pas assez de locuteurs cornique à l'époque pour établir un Gorsedh cornique qui pourrait les utiliser.
En 1909, Jenner et Nance se rencontrent à Falmouth. Ils deviennent amis et passent la décennie suivante à faire des recherches sur le cornique et à collecter des informations sur le cornique traditionnel. Ceux-ci sont publiés dans une série d'articles qui sont lus à la fois à la Royal Institution of Cornwall et à la Royal Cornwall Polytechnic Society.
1916 voit la publication de la traduction cornique de Jenner de « It's a Long Way to Tipperary » par le Daily Mirror . Il traduit également Jean 5 : 1-14 en 1917, qui apparaît en cornique sur les murs d'entrée de la piscine de Bethesda à Jérusalem et s'intitule : Awell san Jowan, an pempes cabydul, gwersy un dhe beswarthek treylys yn Kernewek gans Henry. Jenner. De nombreuses chansons et poèmes sont traduits par Jenner de l'anglais vers la langue cornique et il écrit également des sonnets dans cette langue, tels que Gwaynten yn Kernow (Le printemps en Cornouailles) et An Pemthack Pell (Les quinze boules).
Jenner et Nance forment la première Old Cornwall Society à St Ives en 1920, avec Jenner comme président. Sa devise est « Cuntelleugh an Brewyon us Gesys na vo Kellys Travyth ». En 1924, il y a suffisamment de sociétés de l'ancienne Cornouailles pour constituer une fédération, avec Jenner comme président et Nance comme secrétaire.
En 1928, Jenner devient barde du Welsh Gorsedd sous la traduction cornique, Gwas Myghal, de son nom de bardique breton. La même année, le 21 septembre, le premier Gorsedh Kernow a lieu à Boscawen-Un. Douze bardes sont créés.

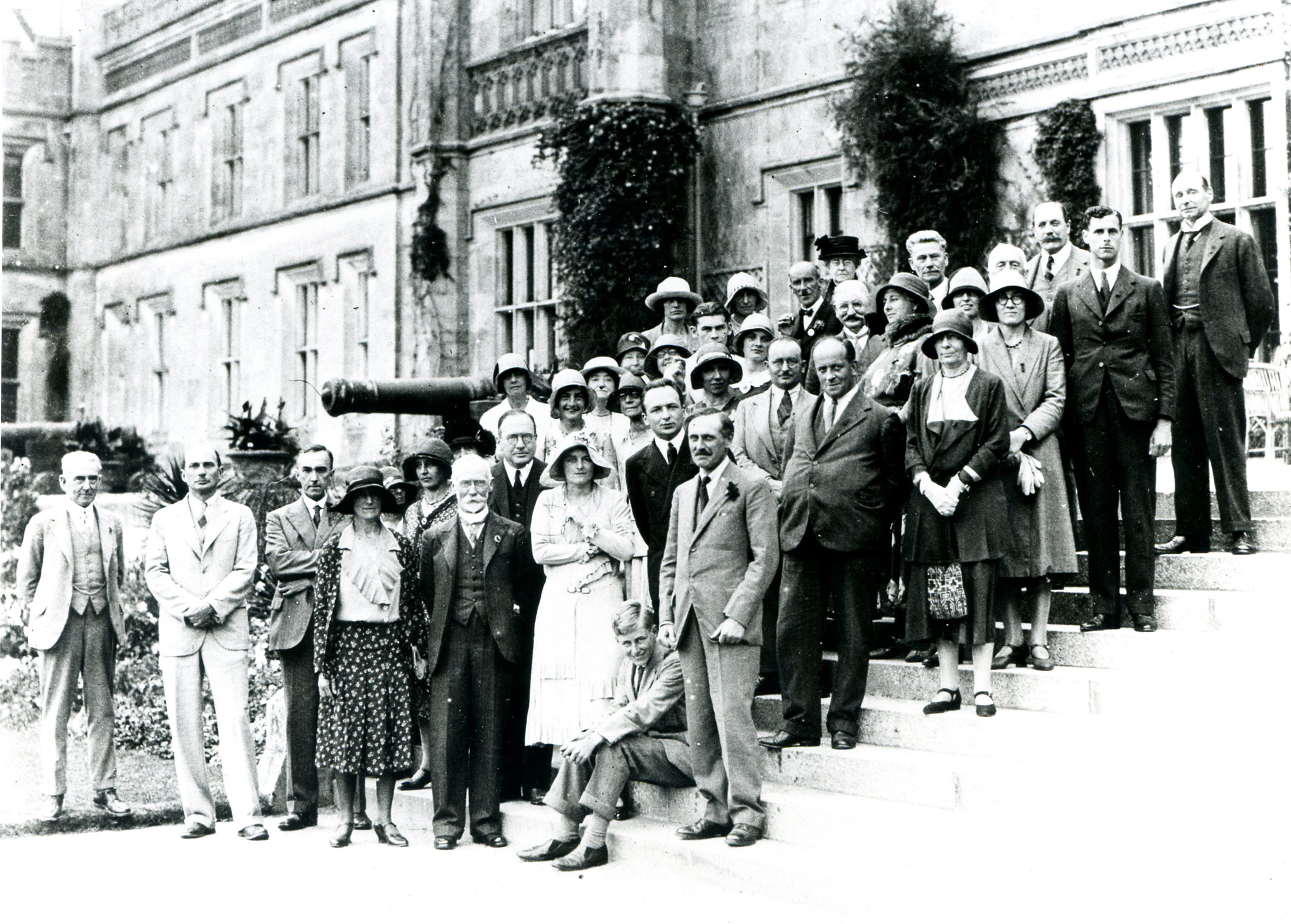
Henry et Kitty Jenner devant, Truro, Cornwall en août 1930, réunion de la Arthurian Society

En 1930, Jenner et son épouse Kitty assistent au premier congrès arthurien international à Truro, en Cornouailles, où Dominica Legge, Eugène Vinaver et d'autres chercheurs enquêtent sur les légendes arthuriennes.
En 1932, le Congrès celtique se réunit pour la première fois à en Cornouailles, à Truro, avec Jenner comme président. Les délégués entendent les discours en cornique de huit bardes de Cornouailles et la pièce de Nance An Balores est jouée. À cette époque, Jenner appelle à ce que le cornique devienne une matière facultative dans les écoles de Cornouailles, sans grande réaction de la part des autorités éducatives.
Cette année-là, le 31 décembre, le Western Morning News publie un discours de Jenner sur le thème du patriotisme cornique dans lequel il écrit « Bedheugh Bynytha Kernewek » (Soyez pour toujours Cornique). Un groupe de jeunes Cornouaillais politiquement actifs se réunissent pour former le premier mouvement politique national de Cornouailles, Tyr ha Tavas (Terre et langue), prenant la phrase de Jenner comme devise pour faire pression sur le Parlement.

## Vie privée

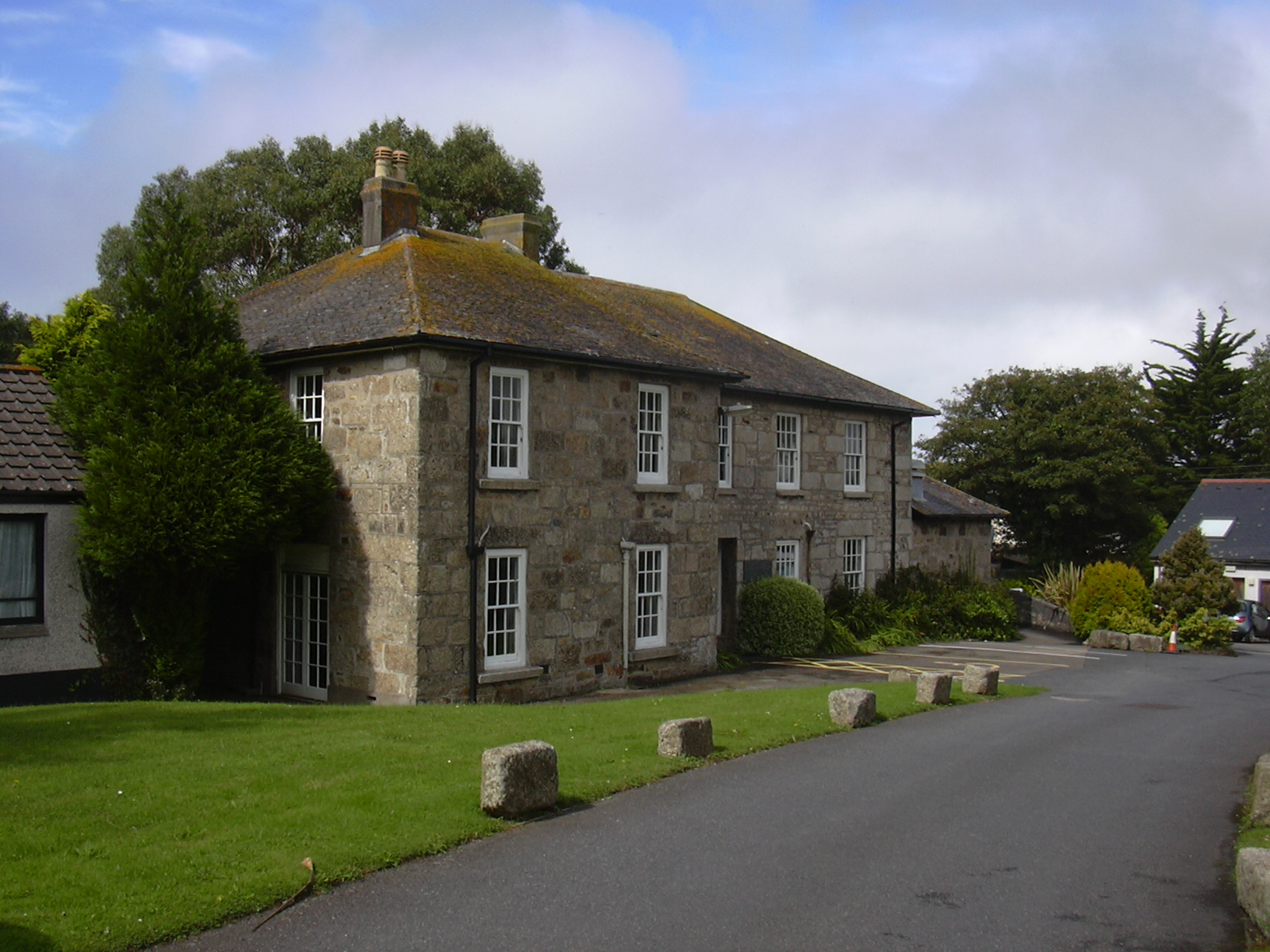
Ancienne maison des Jenners à Hayle

Jenner épouse Katharine Lee Rawlings en 1877 (elle est romancière et auteure sous le nom de Katharine Lee). Une biographie d'Henry et Kitty, comprenant de nombreuses informations sur le contexte dans lequel leur travail est apparu, est publiée en 2004 par Derek R. Williams.
Après avoir travaillé au British Museum pendant plus de quarante ans, en 1909, Jenner et sa femme Kitty  se retirent à Hayle, la ville natale de sa femme, et en janvier 1912, il est élu bibliothécaire de la bibliothèque Morrab, une poste qu'il occupe jusqu'en 1927. Il est également président de la Royal Cornwall Polytechnic Society et de la Royal Institution of Cornwall.
Il décède le 8 mai 1934 et est enterré dans l'église Saint-Uny de Lelant. Avant de mourir, il déclare : « Tout le but de ma vie a été d'inculquer aux Corniques le sentiment de leur identité cornique. »

## Tendances politiques
Jenner est conservateur et jacobite. Lui et sa femme soutiennent l'Ordre de la Rose Blanche, une société de sympathisants Stuart qu'il a fondée en 1891 et dont il est chancelier. Il soutient également activement The Royalist, un journal paraissant de 1890 à 1905. Il est un personnage clé du renouveau néo-jacobite des années 1890.